# Simon Burns
Simon Hugh McGuigan Burns, född 6 september 1952, är en  brittisk politiker.  Från valet 1987 till 2017 var han parlamentsledamot (Conservative) för valkretsen Chelmsford West. Han var statssekreterare i John Majors regering.